# Verchnenazarovskoe
Verchnenazarovskoe (in lingua russa Верхненазаровское) è un centro abitato dell'Adighezia, situato nel Krasnogvardejskij rajon. La popolazione era di 589 abitanti al dicembre 2018. Ci sono 7 strade.